# Fra sol til sukker
Fra sol til sukker er en dansk dokumentarfilm fra 1992 instrueret af Rasmus Thorsen.

## Handling
Denne artikel mangler et handlingsreferat. Hjælp os med at skrive det.

## Medvirkende
- Peter Aude